# マウントプロスペクト (イリノイ州)
マウントプロスペクト（Mount Prospect）は、アメリカ合衆国イリノイ州のクック郡にある村。人口は5万6852人（2020年）。シカゴの北西35キロメートルに位置している。シカゴ・オヘア国際空港に近い。
メトラのマウントプロスペクト駅がある。駅周辺は再開発されており、商業施設は豊富である。幹線道路沿いには大型のショッピングモールがある。

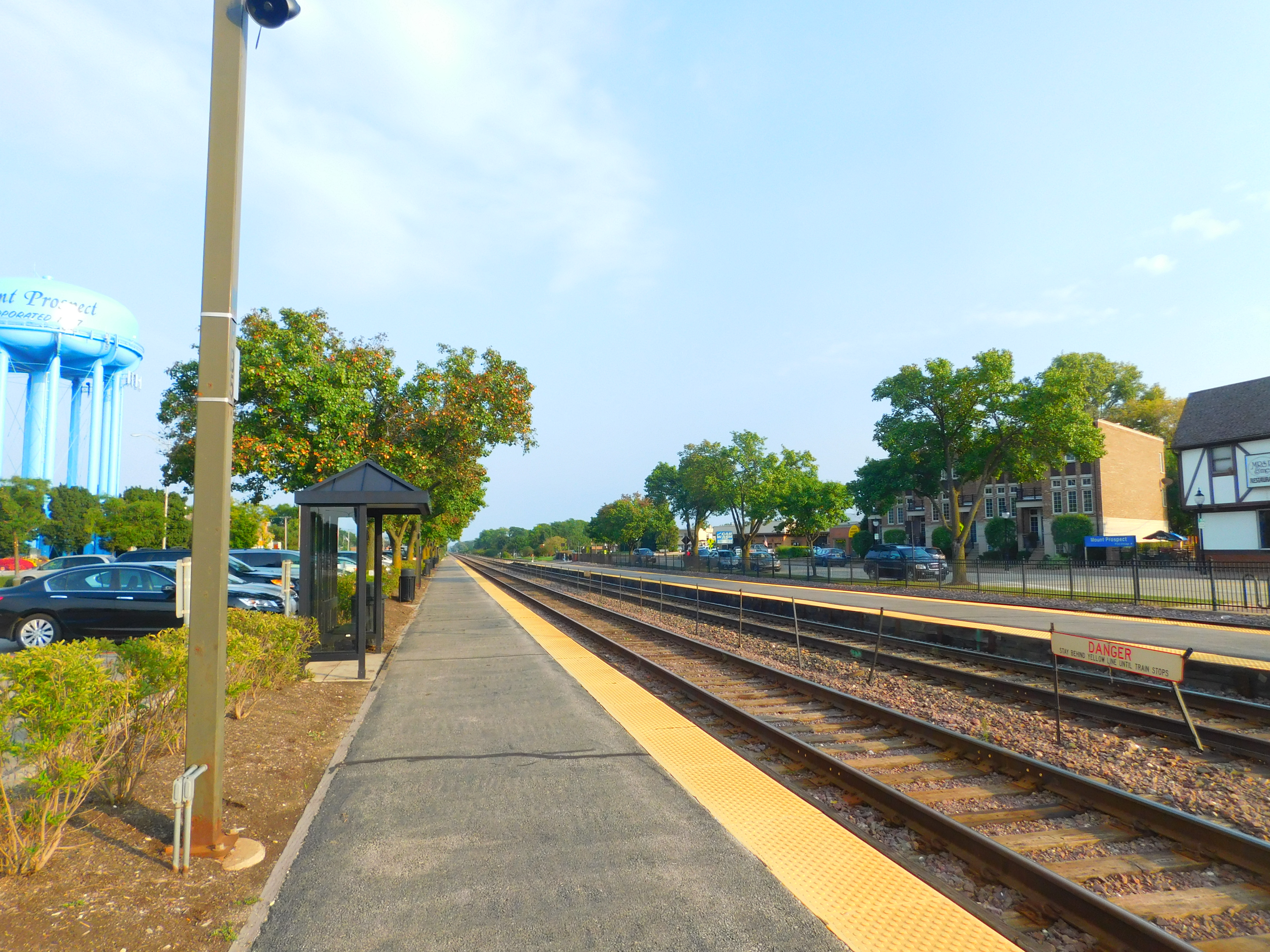
マウントプロスペクト駅